# Habropoda excellens
Habropoda excellens là một loài Hymenoptera trong họ Apidae. Loài này được Timberlake mô tả khoa học năm 1962.